# Karl Behm

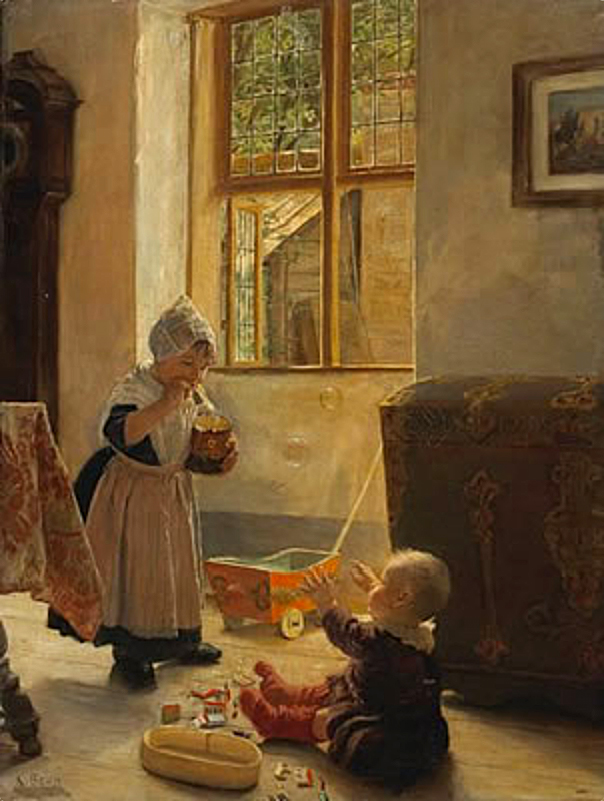
Im Kinderzimmer

Ludwig August Heinrich Karl Behm (* 13. April 1858 in Güstrow; † 28. Juni 1905 in München) war ein deutscher Genre- und Porträtmaler.

## Leben
Karl Behm war der Sohn des Kaufmanns Carl Theodor Friedrich Ludwig Behm und dessen Ehefrau Elisabeth Sophia Charlotte, geb.  Berringer. Behm war zunächst auch als Kaufmann tätig und beim Militär. Er begann sein Studium der Malerei im Zeitraum von 1880 bis 1882 an der Königlich Preußischen Akademie der Künste in Berlin. Er setzte sein Studium ab dem 21. Oktober 1882 in der Naturklasse der Königlichen Akademie der Bildenden Künste in München fort. Nach dem Studium blieb er 1884 in München und bezog eine Wohnung an der Landwehrstr. 49. Begraben wurde er in Güstrow.